# George Ouzounian
George Ouzounian, mer känd under pseudonymen Maddox, föddes 1978, och är upphovsman till webbplatsen The Best Page in the Universe. Han är av armeniskt ursprung, och bor i Salt Lake City, Utah, USA.
Sidan är minimalistisk i sin design, och har som enda syfte att provocera och uttrycka Maddox personliga åsikter. Sidan är, bland annat, mycket ironisk och cynisk. Eller som han själv uttrycker det: This page is about me, and why everything I like is great. If you disagree, you are wrong.
Artiklarna på sidan är mycket kontroversiella, och behandlar ämnen såsom självmord, vegetarianer, feminister etc. Sidan är mycket populär och hade mellan 1997, då han startade sidan, till och med december 2010 haft cirka 249 600 000 besökare. Maddox har även som vana att publicera och förlöjliga de hatbrev han får.
2006 släppte han sin första bok, The Alphabet of Manliness och en serietidning, The Best Comic in the Universe.
2014 startade han podcasten The Biggest Problem in the Universe tillsammans med Dax Herrera.
2016 nådde The Biggest Problem in the Universe ett abrupt slut. I det sista avsnittet (där enbart Ouzounian medverkar) tackar Ouzounian ett flertal personer, dock inte Herrera som han drivit podcasten tillsammans med.
2017 lämnade Ouzounian in en stämningsansökan mot bland annat sin tidigare podcast-kollega Herrera. Ouzounian yrkade på 372 miljoner dollar för påstådda trakasserier. Domaren Charles Ramos hävdade att stämningsansökan har lämnats in i fel delstat, är dåligt skriven, och att det är otydligt vad som anförs i stämningsansökan.
I domen framgår det att de påstådda trakasserierna bland annat ska ha bestått i att Ouzounian kallats för det negativt laddade begreppet "cuck" eller "cuckold". Detta begrepp är att likställa med en avmaskuliniserad man, men som formellt innebär en man som blir bedragen av sin fru. Paradoxalt nog har Ouzounian försvarat denna fetisch i en video på sin officiella YouTube-kanal där han förklarar att det inte är något konstigt eller fel med det. Ouzounian har även tryckt upp tröjor till försäljning med texten "cuck".
Komikern Asterios Kokkinos står med i stämningsansökan för att han laddade upp ett satiriskt album med julsånger, "Cuckmas Carols", där texterna enbart handlar om att Ouzounian är en "cuck". Albumet låg ett tag på första plats på humortopplistan i iTunes och finns även arkiverad hos Billboard.